# ستيف كارلتون
ستيف كارلتون (بالإنجليزية: Steve Carlton)‏ هو لاعب كرة قاعدة أمريكي، ولد في 22 ديسمبر 1944 في ميامي في الولايات المتحدة.

## وصلات خارجية
- الموقع الرسمي
- ستيف كارلتون على موقع دوري كرة القاعدة الرئيسي (الإنجليزية)
- ستيف كارلتون على موقعبيزبول رفرنس.كوم (الدوري الرئيسي) (الإنجليزية)
- ستيف كارلتون على موقعبيزبول رفرنس.كوم (الدوري الثانوي) (الإنجليزية)
- ستيف كارلتون على موقع إي إس بي إن.كوم (أم.أل.بي) (الإنجليزية)
- ستيف كارلتون على موقع مشجعي الرسوم البيانية (الإنجليزية)
- ستيف كارلتون على موقع قاعة مشاهير كرة القاعدة (الإنجليزية)
- ستيف كارلتون على موقع قاعة فلوريدا للمشاهير الرياضية (الإنجليزية)
- ستيف كارلتون على موقع الموسوعة البريطانية (الإنجليزية)
- ستيف كارلتون على موقع إن إن دي بي (الإنجليزية)